# Хризеида
Хризеида (на гръцки: Χρυσηίς) в древногръцката митология e дъщеря на Хриз, троянски жрец на Аполон. Истинското име на Хризеида е Астинома, а „Хризеида“ означава буквално „Хризова, дъщеря на Хриз“.
В първа песен от „Илиада“, Агамемнон я взема като военен трофей и отказва на баща ѝ да я откупи. Тогава Аполон изпраща мор по ахейската войска и Агамемнон е принуден да я пусне на свобода. Агамемнон компенсира загубата ѝ, като взема Бризеида от Ахил, който се ядосва и отказва да се включи в битките.
В по-късни митове, се казва, че Хризеида има син от Агамемнон.